# بورنيا
بورنيا رمزها «PU» (بالإنجليزية: Purnia)‏ ، هو تقسيم إداري لدولة الهند تتبع ولاية بيهار (بالإنجليزية: Bihar)‏ ، مركزها هو مدينة بورنيا (بالإنجليزية: Purnia)‏ عدد سكانها حسب تعداد سنة 2001 هو 3,273,127 ، مساحتها 3,228 كم² وكثافة السكان 1014 لكل كم² .

## أعلام
- شيفاجي روي
- تشيترا ديب